# Новосільська сільська рада (Городоцький район)
Новосільська сільська рада  — колишній орган місцевого самоврядування у Городоцькому районі Львівської області з центром у с. Нове Село.

## Загальні відомості
Історична дата утворення: в 1992 році.

## Населені пункти
Сільраді були підпорядковані населені пункти:
- с. Нове Село
- с. Березець

## Склад ради
- Сільський голова: Пілющак Людмила Іванівна
- Секретар сільської ради: Дякунчак Любов Юрівна
- Бухгалтер: Бариляк Надія Йосипівна
- Загальний склад ради: 16 депутатів

### Керівний склад ради
| ПІБ                      | Основні відомості                                                 | Дата обрання | Дата звільнення |
| ------------------------ | ----------------------------------------------------------------- | ------------ | --------------- |
| Пілющак Людмила Іванівна | Сільський голова, 1969 року народження, освіта, позапартійна      | 26.03.2006   | 31.10.2010      |
| Пілющак Людмила Іванівна | Сільський голова, 1969 року народження, освіта вища, позапартійна | 31.10.2010   |                 |

Примітка: таблиця складена за даними джерела

### Депутати
Результати місцевих виборів 2010 року за даними ЦВК
| № зп                                                | № округу                                            | Прізвище, ім'я, по батькові                         | Дата визнання обраним                               | Відомості про обраного депутата                                                           |
| Політична партія Всеукраїнське об'єднання «Свобода» | Політична партія Всеукраїнське об'єднання «Свобода» | Політична партія Всеукраїнське об'єднання «Свобода» | Політична партія Всеукраїнське об'єднання «Свобода» | Політична партія Всеукраїнське об'єднання «Свобода»                                       |
| --------------------------------------------------- | --------------------------------------------------- | --------------------------------------------------- | --------------------------------------------------- | ----------------------------------------------------------------------------------------- |
| 1                                                   | 10                                                  | Ільків Зіновій Лук'янович                           | 02.11.2010                                          | Освіта середня спеціальна, член Всеукраїнського об'єднання «Свобода», тимчасово не працює |
| 2                                                   | 16                                                  | Буньо Орест Антонович                               | 02.11.2010                                          | Освіта середня спеціальна, член Всеукраїнського об'єднання «Свобода», тимчасово не працює |
| Самовисування                                       |                                                     |                                                     |                                                     |                                                                                           |
| 1                                                   | 1                                                   | Когут Михайло Володимирович                         | 02.11.2010                                          | Освіта середня спеціальна, позапартійний, приватний підприємець                           |
| 2                                                   | 2                                                   | Бариляк Надія Йосипівна                             | 02.11.2010                                          | Освіта середня спеціальна, позапартійна, Новосільська сільська рада, бухгалтер            |
| 3                                                   | 3                                                   | Сбитова Іванна Степанівна                           | 02.11.2010                                          | Освіта середня спеціальна, позапартійна, тимчасово не працює                              |
| 4                                                   | 4                                                   | Сорока Ігор Степанович                              | 02.11.2010                                          | Освіта вища, позапартійний, ВАТ Львівобленерго, майстер                                   |
| 5                                                   | 5                                                   | Дякунчак Любов Юрівна                               | 02.11.2010                                          | Освіта середня спеціальна, позапартійна, Ноовсільська сільська рада, секретар             |
| 6                                                   | 6                                                   | Євчак Михайло Миколайович                           | 02.11.2010                                          | Освіта середня спеціальна, позапартійний, тимчасово не працює                             |
| 7                                                   | 7                                                   | Цекот Василь Михайлович                             | 02.11.2010                                          | Освіта середня спеціальна, позапартійний, Будинок «Просвіта», директор                    |
| 8                                                   | 8                                                   | Павлик Валентина Миколаївна                         | 02.11.2010                                          | Освіта вища, позапартійна, Березецька загальноосвітня школа І-ІІІ ст., завуч              |
| 9                                                   | 9                                                   | Поперека Мирослава Миколаївна                       | 02.11.2010                                          | Освіта середня спеціальна, позапартійна, тимчасово не працює                              |
| 10                                                  | 11                                                  | Грабовенський Богдан Йосипович                      | 02.11.2010                                          | Освіта середня спеціальна, позапартійний, тимчасово не працює                             |
| 11                                                  | 12                                                  | Кликоцький Роман Романович                          | 02.11.2010                                          | Освіта середня спеціальна, позапартійний, тимчасово не працює                             |
| 12                                                  | 13                                                  | Левицька Ніна Василівна                             | 02.11.2010                                          | Освіта вища, позапартійна, Новосільська загальноосвітня школа І-ІІ ст., вчитель           |
| 13                                                  | 14                                                  | Сеньків Юлія Романівна                              | 02.11.2010                                          | Освіта вища, позапартійна, Новосільська загальноосвітня школа І-ІІ ст., вчитель           |
| 14                                                  | 15                                                  | Панас Мирослава Євгенівна                           | 02.11.2010                                          | Освіта середня спеціальна, позапартійна, ККП «Комарик», продавець                         |